# Justizvollzugsanstalt Laufen-Lebenau
Die Justizvollzugsanstalt Laufen-Lebenau liegt in 3 km nördlich der Stadt Laufen in Lebenau-Forstgarten in einer großen Waldlichtung am Hochufer der Salzach.
Die Ursprünge der Anstalt gehen zurück auf die Königlich Bayerische Strafanstalt für Männer, die 1862 in der ehemaligen Sommerresidenz der Fürstbischöfe von Salzburg in Laufen eingerichtet wurde. Ab 1906 wurde von dort aus im heutigen Anstaltsbereich ein Waldpflanzgarten betrieben, wobei im Laufe der Jahre Unterkünfte im heutigen Anstaltsgelände gebaut wurden. Diese wurden in den 1970er und 1980er Jahren weiter ausgebaut.
Die Justizvollzugsanstalt Laufen-Lebenau ist heute als sogenannte halb-offene Anstalt für den Vollzug von Untersuchungshaft und Jugendstrafe an männlichen Jugendlichen und Heranwachsenden konzipiert. Sie kann mit maximal 230 Gefangenen belegt werden.